# Butt of Lewis Lighthouse
Das Butt of Lewis Lighthouse, deutsch: Butt-of-Lewis-Leuchtturm, ist ein Leuchtturm auf der schottischen Hebrideninsel Lewis. 1971 wurde der Leuchtturm in den schottischen Denkmallisten zunächst in der Kategorie B aufgenommen. 1998 erfolgte dann die Hochstufung in die höchste Kategorie A.

## Geschichte
Der aus der bekannten Leuchtturmbauerfamilie Stevenson stammende David Stevenson war für die Planung der Anlage verantwortlich. Über die Geschichte des Leuchtturms im 19. Jahrhundert ist wenig überliefert. Bekannt ist, dass das Gebäude 1862 fertiggestellt und in Betrieb genommen wurde. In den Anfangsjahren wurde das Leuchtfeuer mit pflanzlichem oder Fischöl betrieben und dann 1869 auf Paraffin umgestellt. Möglicherweise sendete der Butt-of-Lewis-Leuchtturm zu dieser Zeit noch ein kontinuierliches Signal und nicht wie heute Blitze. Die heute vorhandene Maschinerie wurde im Wesentlichen 1905 installiert. Ab den 1930er Jahren und bis zu dessen Automatisierung im Jahre 1971 wurde der Funkverkehr zum Flannan Isles Lighthouse über den Butt-of-Lewis-Leuchtturm abgewickelt. Während des Zweiten Weltkriegs flog ein Flugzeug der Luftwaffe einen Angriff auf den Leuchtturm und beschoss ihn mit einem Maschinengewehr. Die Elektrifizierung der Anlage erfolgte 1976. Das zugehörige Nebelhorn wurde 1995 außer Betrieb gesetzt. Seit 1998 ist das Butt of Lewis Lighthouse automatisiert und wird vom Hauptquartier des Northern Lighthouse Board in Edinburgh überwacht. Zuvor lebten drei Leuchtturmwärterfamilien in den Außengebäuden. Der Leuchtturm ist außerdem eine der Übertragungsstationen für Differential-GPS. Im Guinness-Buch der Rekorde ist er als der windreichste Ort des Vereinigten Königreichs eingetragen.

## Beschreibung
Der Leuchtturm befindet sich an dem Kap Butt of Lewis, das den nördlichsten Punkt der Doppelinsel Lewis and Harris markiert. Das Leuchtfeuer liegt in einer Höhe von 52 m über dem Meeresspiegel, woraus sich eine Reichweite von 25 Seemeilen (rund 46 km) ergibt. Im 20. Jahrhundert war die Kennung des Turms zunächst ein weißer Blitz alle 20 Sekunden. Der Takt wurde jedoch zwischenzeitlich auf fünf Sekunden reduziert. Im Leuchtturm sind außerdem die Gerätschaften zur Überwachung der Leuchttürme von Flannan Isles, Rona und Sule Skerry sowie die Funkkontrollstation für den nördlichen Teil der Meeresstraße Minch untergebracht.
Der ungewöhnlich hohe, runde Turm besteht aus schmucklosem Backstein. Oberhalb der einfachen Eingangstür sind auf einer Achse fünf Fenster verbaut. Der Turm schließt mit einer gewöhnlichen Laterne. Optisch bildet der in rot gehaltene Turm einen starken Kontrast zu den gekalkten Außengebäuden. Bei diesen handelt es sich im Wesentlichen um zwei Komplexe mit Flachdächern, ein einstöckiger und ein zweistöckiger. Eine Bruchsteinmauer friedet die Anlage ein.